# Établissements Gallé

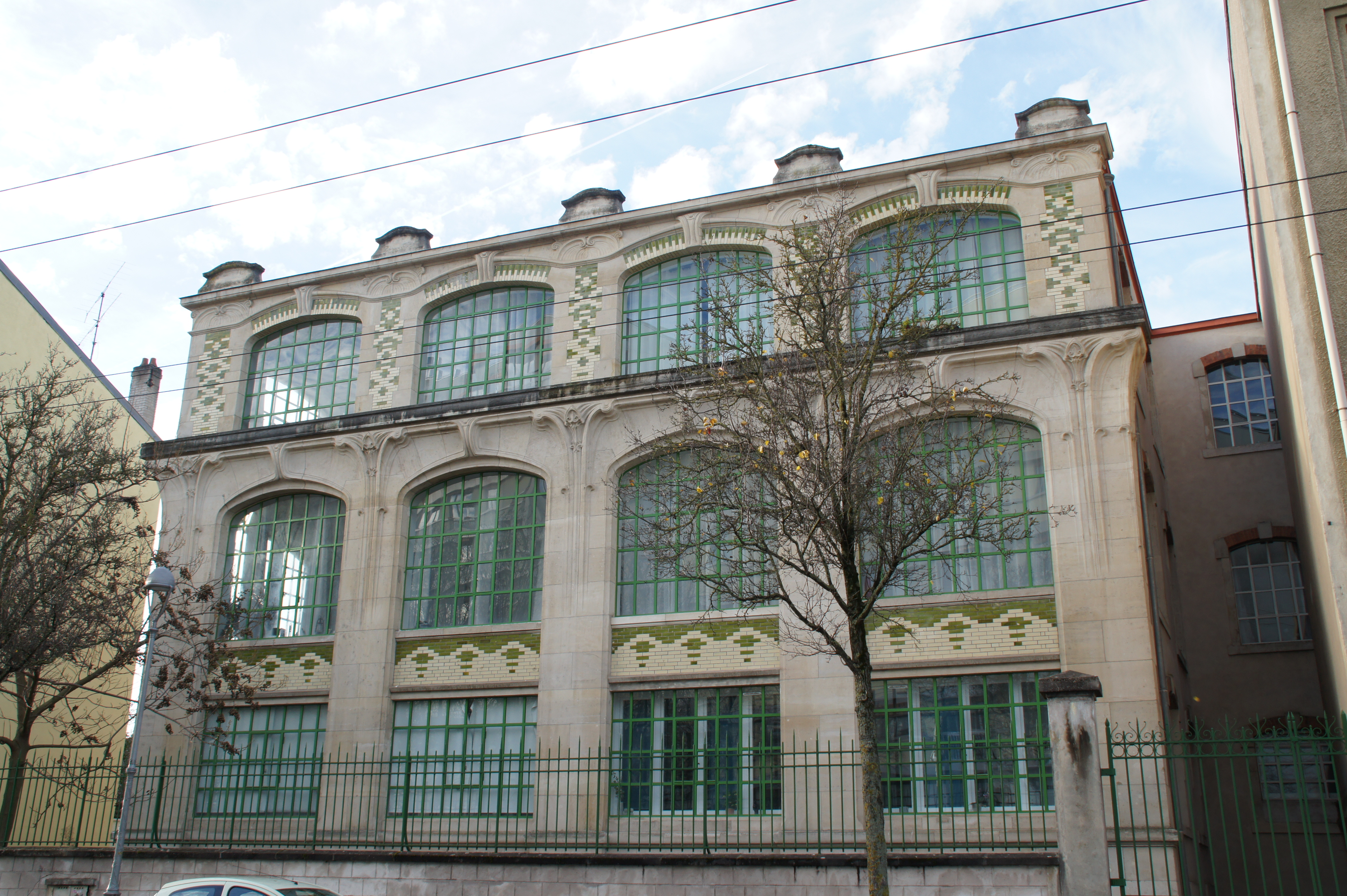
Gebouw van de Établissements Gallé op de Boulevard Jean Jaurès in Nancy

Établissements Gallé was een Frans atelier voor kunstnijverheid gespecialiseerd in glaskunst, keramiek en ivoor. Het atelier was gevestigd in Nancy en bestond onder verschillende namen van de eerste helft van de 19e eeuw tot 1931.

## Geschiedenis

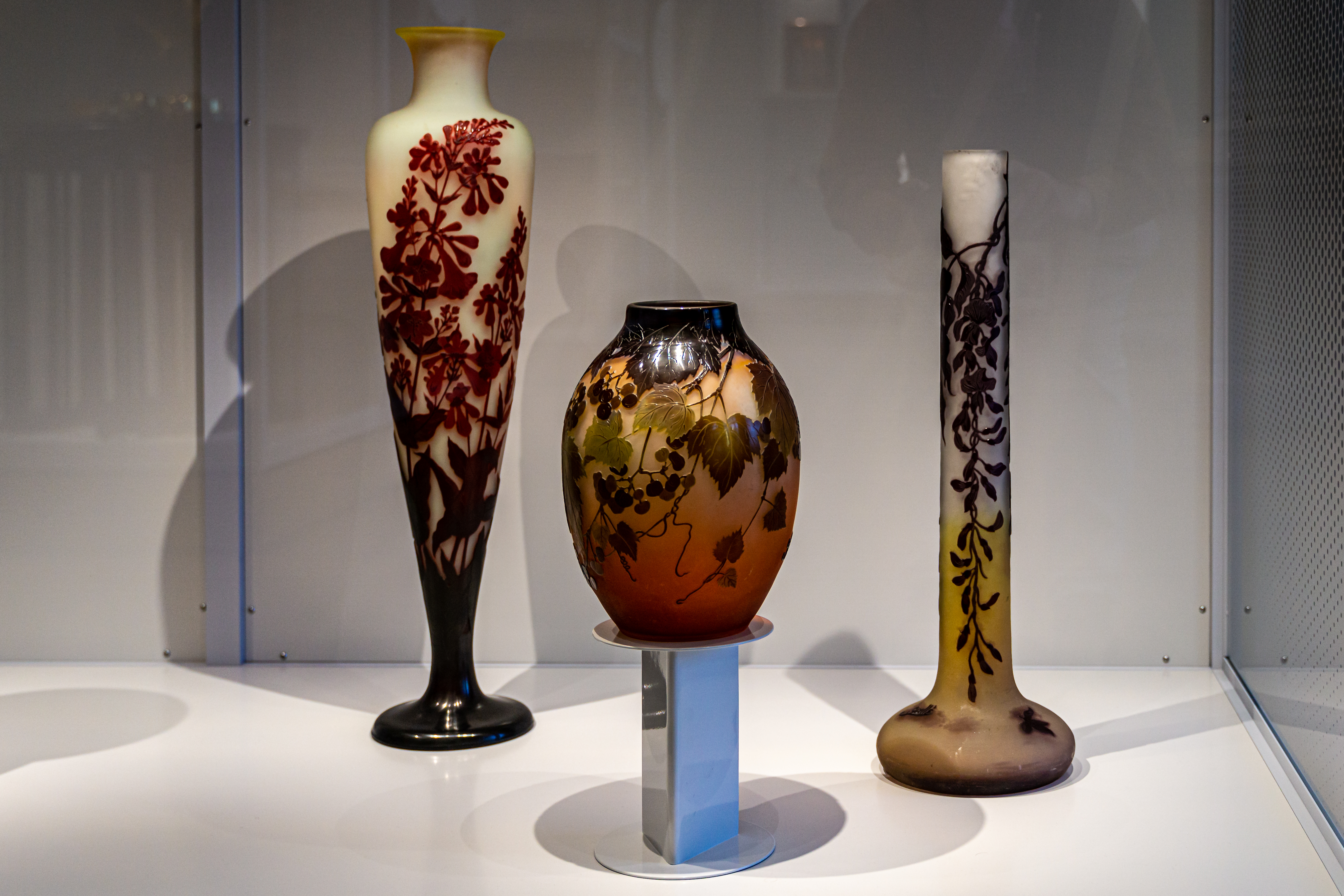
Glaskunst (omstreeks 1900)

Het atelier werd gesticht door Martin Reinemer (1791-1844). Na zijn dood werd het atelier verder gezet door zijn weduwe. In 1846 kwam schoonzoon Charles Gallé (1818-1902) in de zaak. Vanaf 1853 zette Gallé alleen de zaak verder. Hij bouwde het atelier voor glaskunst en keramiek uit. In 1874 kwam de leiding in handen van Henri Dannreuther, een familielid. Charles Gallés zoon, Émile (1846-1904), een getalenteerd glaskunstenaar en meubelontwerper, nam het atelier over in 1877 en bracht het tot bloei. Hij was een van de stichters van de School van Nancy. De Établissements Gallé stelde op zijn hoogtepunt tot 300 arbeiders tewerk.
In 1904 namen zijn weduwe, Henriette Grimm, en hun schoonzoon, Paul Pedrizet, de leiding over. Onder hun leiding werd gekozen voor eenvoudigere vormen met exotische motieven. Ook werden nieuwe technieken van glaskunst, geïntroduceerd door René Lalique, overgenomen. In 1931 sloten de Établissements Gallé.

## Namen
- 1844: Veuve Reinemer
- 1846: Veuve Reinemer et Gallé
- 1856: Gallé-Reinemer
- 1877: Établissements Émile Gallé
- 1907: Établissements Gallé